# Triformine
La triformine est un composé chimique de formule HCOOCH2–CHO(OCH)–CH2OOCH. Il s'agit d'un triester de glycérol HOH2C–CHOH–CH2OH et d'acide formique HCOOH formant le plus simples des triglycérides.